# 真島省三
真島 省三（まじま しょうぞう、1963年1月12日 - ）は、日本の政治家。日本共産党所属。衆議院議員を1期務めた。

## 略歴
長崎県佐世保市出身。佐世保市立山手小学校、佐世保市立花園中学校、長崎県立佐世保北高等学校卒業。九州工業大学進学を機に北九州市へ移り住み、今日に至る。在学中日本民主青年同盟に加盟し、共産党の活動にかかわるようになる。大学中退後は民青同盟職員を経て民青同盟戸畑地区委員長。のち日本共産党八幡遠賀地区委員会委員長。
2007年に第16回統一地方選挙として行われた福岡県議会議員選挙で、八幡西区選挙区から立候補し当選。この時は真島が唯一の共産党所属県議だった。当時福岡県知事だった麻生渡に県町村会をめぐる汚職について追及した。しかし次の選挙では議席を守れず落選。この選挙では共産党が県議会での議席を全て失う結果となり、これを機に国政に活動の場を求めるようになる。
2012年の第46回衆議院議員総選挙で、福岡9区より立候補するも落選。翌2013年の第23回参議院議員通常選挙で福岡県選挙区より立候補するも落選。
しかし2014年の第47回衆議院議員総選挙で福岡9区より立候補、小選挙区では落選するも重複立候補していた比例九州ブロックで当選し、初めて国会議員としての議席を得た。北九州市東部の福岡10区を地盤とし、この選挙では比例単独立候補で当選した田村貴昭とともに、北九州地区での党勢拡大に尽力。10区単独立候補し落選した高瀬菜穂子の県議復帰と共産党の県議会における議席回復に繋がった。
2017年の第48回衆議院議員総選挙では再び福岡9区から立候補したが小選挙区で自民党の三原朝彦に敗れ、比例復活も適わず落選した。
2021年10月31日の第49回衆議院議員総選挙でも再び福岡9区から立候補したが小選挙区で無所属の緒方林太郎に敗れ、比例復活も適わず落選した。
2021年11月24日、共産党福岡県委員会は、第26回参議院議員通常選挙福岡県選挙区に真島を擁立すると発表した。投票の結果、6位（定数は3）で落選した。
2023年4月9日投開票の2023年福岡県議会議員選挙に北九州市八幡西区選挙区（定数3）から立候補したが次点で落選。

## 政策
- 2014年の毎日新聞 候補者アンケートで次のように回答した[9]。
  - 憲法9条の改正に反対。
  - 集団的自衛権の行使容認に反対。
  - アベノミクスを評価しない。
  - 村山談話、河野談話を見直すべきでない。
  - ヘイトスピーチを法律で規制することに賛成。
- 選択的夫婦別姓制度導入に賛成[10][11]。

## 人物
- 家族は、妻と息子[2]
- 趣味は、山登り[2]

## 選挙歴
| 当落 | 選挙                     | 執行日         | 年齢 | 選挙区                 | 政党       | 得票数     | 得票率 | 定数 | 得票順位 /候補者数 | 政党内比例順位 /政党当選者数 |
| ---- | ------------------------ | -------------- | ---- | ---------------------- | ---------- | ---------- | ------ | ---- | ------------------ | ---------------------------- |
| 落   | 第44回衆議院議員総選挙   | 2005年09月11日 | 42   | 福岡県第9区            | 日本共産党 | 2万6791票  | 10.51% | 1    | 3/3                | /                            |
| 当   | 2007年福岡県議会議員選挙 | 2007年4月8日   | 44   | 北九州市八幡西区選挙区 | 日本共産党 | 1万15票    | 10.90% | 5    | 5/6                | /                            |
| 落   | 2011年福岡県議会議員選挙 | 2011年4月10日  | 48   | 北九州市八幡西区選挙区 | 日本共産党 | 1万1107票  | 14.46% | 4    | 5/5                | /                            |
| 落   | 第46回衆議院議員総選挙   | 2012年12月16日 | 49   | 福岡県第9区            | 日本共産党 | 2万2109票  | 10.44% | 1    | 4/4                | 3/1                          |
| 落   | 第23回参議院議員通常選挙 | 2013年07月21日 | 50   | 福岡県選挙区           | 日本共産党 | 20万7101票 | 10.64% | 2    | 4/6                | /                            |
| 比当 | 第47回衆議院議員総選挙   | 2014年12月14日 | 51   | 福岡県第9区            | 日本共産党 | 2万6443票  | 14.20% | 1    | 3/3                | 2/2                          |
| 落   | 第48回衆議院議員総選挙   | 2017年10月22日 | 54   | 福岡県第9区            | 日本共産党 | 2万9635票  | 14.83% | 1    | 3/3                | 2/1                          |
| 落   | 第49回衆議院議員総選挙   | 2021年10月31日 | 58   | 福岡県第9区            | 日本共産党 | 2万2273票  | 11.70% | 1    | 3/3                | 2/1                          |
| 落   | 第26回参議院議員通常選挙 | 2022年07月10日 | 59   | 福岡県選挙区           | 日本共産党 | 9万8746票  | 4.92%  | 3    | 6/16               | /                            |
| 落   | 2023年福岡県議会議員選挙 | 2023年4月9日   | 60   | 北九州市八幡西区選挙区 | 日本共産党 | 1万407票   | 16.98% | 3    | 4/4                | /                            |